# Joaquín Peris Fuentes
Joaquín Peris Fuentes, també conegut amb el malnom del Bou roig, (Borriana, 18 de març de 1854 - 1 de gener de 1939) va ser un intel·lectual i historiador valencià.
Intel·lectual i historiador borrianenc, va assistir de menut a les escoles oficials de la Mercè. Va estudiar batxillerat a Castelló de la Plana i lleis a la Universitat de València, passant després a Madrid, on es va doctorar. Va obtenir la concessió oficial del Port de Borriana, en llur projecte i estudis va gastar molts diners, va patir amb angoixa diverses revoltes populars que el culpaven de què no es tirara endavant el projecte, la qual cosa el va obligar a donar la concessió a l'Ajuntament de Borriana el 1917, per un terç del que li havia costat. Va tenir un arxiu-biblioteca d'un valor incalculable.
Desenvolupà els càrrec de jutge i alcalde, entre l'1 de juliol de 1899 i el 19 d'abril de 1901. Fou qui sol·licità a la Reina Maria Cristina d'Àustria el títol de ciutat per a Borriana, que se li atorgaria dos mesos i mig després de deixar el càrrec, el 7 de juliol de 1901. Sent alcalde va prohibir el bou per la vila i el poble se li revoltà. Per a complaure'ls va comprar un bou a Sevilla; un bou de color castany que es va amollar a les festes de la Misericòrdia, va provocar diversos ferits i tres morts. Des d'aleshores Don Joaquin fou el bou roig.
Era cosí germà de Manuel Peris Fuentes.
Està soterrat al costat de la seua mare, Mercedes Fuentes Núñez, on fou traslladat el 20 de maig de 1993, encara que no hi ha cap inscripció que així ho indique.